# Карденас (Табаско)
Ка́рденас (исп. Cárdenas) — муниципалитет в Мексике, в штате Табаско, с административным центром в городе Эройка-Карденас. Численность населения, по данным переписи 2020 года, составила 243 229 человек.

## Общие сведения
Название Cárdenas дано в честь исследователя этих земель и основателя города Эройка-Карденас — доктора Хосе Эдуардо де Карденаса
Площадь муниципалитета равна 2049,1 км², что составляет 8,3 % от общей площади штата, а наиболее высоко расположенное поселение Ла-Пенинсула находится на высоте 21 метр.
Он граничит с другими муниципалитетами штата Табаско: на востоке с Комалькалько и Кундуаканом, и на юге с Уимангильо, также граничит с другими штатами Мексики — на юго-востоке с Чьяпасом, на западе с Веракрусом, а на севере омывается водами Мексиканского залива.

## Учреждение и состав
Муниципалитет был образован 18 декабря 1883 года, по данным 2020 года в его состав входит 171 населённый пункт, самые крупные из которых:
| Код INEGI                  | Населённый пункт                                                                                               | Численность населения (2005 год) | Численность населения (2010 год) | Численность населения (2020 год) |
| -------------------------- | --- | -------------------------------- | -------------------------------- | -------------------------------- |
| 002                        | Всего | 219563                           | 248481                           | 243229                           |
| 0001                       | Эройка-Карденас (исп. Heroica Cárdenas) 17°59′22″ с. ш. 93°22′37″ з. д. (административный центр)               | 79875                            | 91558                            | 80454                            |
| 0024                       | Коронель-Григорио-Мендес (исп. Poblado C-28 Coronel Gregorio Méndez Magaña) 18°01′21″ с. ш. 93°29′50″ з. д.    | 4725                             | 5492                             | 6373                             |
| 0022                       | Санчес-Магальянес (исп. Coronel Andrés Sánchez Magallanes) 18°17′38″ с. ш. 93°51′48″ з. д.                     | 7277                             | 6913                             | 5518                             |
| 0082                       | Санта-Росалия (исп. Santa Rosalía (Miguel Hidalgo 2da. Sección)) 18°05′28″ с. ш. 93°20′55″ з. д.               | 4964                             | 5528                             | 5277                             |
| 0025                       | Хенераль-Эмилиано-Сапата (исп. Poblado C-16 General Emiliano Zapata) 18°06′41″ с. ш. 93°29′51″ з. д.           | 3684                             | 4233                             | 4393                             |
| 0030                       | Лисенсьядо-Франсиско-Мадеро (исп. Poblado C-09 Licenciado Francisco I. Madero) 18°10′34″ с. ш. 93°29′24″ з. д. | 4075                             | 4257                             | 4063                             |
| 0029                       | Бенито-Хуарес (Магальянес) (исп. Benito Juárez (Campo Magallanes)) 18°10′38″ с. ш. 93°54′30″ з. д.             | 5171                             | 4581                             | 4003                             |
| —                          | Прочие | 109792                           | 125919                           | 133148                           |
| Названия на карте Генштаба | |                                  |                                  |                                  |

## Экономическая деятельность
По статистическим данным 2000 года, работоспособное население занято по секторам экономики в следующих пропорциях:
- сельское хозяйство, животноводство и рыбная ловля — 31,3 %;
- промышленность и строительство — 17,9 %;
- торговля, сферы услуг и туризма — 48,6 %;
- безработные — 2,2 %.

### Сельское хозяйство, животноводство и рыбная ловля
С 1965 года в муниципалитете был запущен проект по сельскохозяйственному развитию региона, в результате которого под пахоту было переведено 52 517 га земель. На этих землях возделываются такие культуры как — сахарный тростник, какао, кокосы и рис, в меньшей степени — кукуруза, бобы, сорго, чили и плодовые культуры (бананы и цитрусы).
Также в Карденасе широко распространено животноводство, о чём говорят данные экономической переписи ИНЕГИ за 2000 год: 117 772 головы крупного рогатого скота, 34 872 свиньи, 690 овец и 3342 лошади, а также 345 331 домашняя птица.
Рыбная ловля также является важным производством Карденаса, который имеет береговую линию в 66 км, и большую сеть рек. Особое внимание уделяется добыче устриц, морского судака, сабало, рыбы-собаки, морены, креветок и крабов. Недавно была организована добыча медуз для экспорта в Японию. Основным центром рыбной ловли является портовый город Санчес-Магальянес.

### Промышленность
Из промышленных предприятий Карденаса стоит отметить заводы по производству сахара и какао.
Другой важной отраслью, является нефтяная промышленность.

### Туризм
Туризм более развит на севере Карденаса, в прибрежных районах, где существует множество лагун и заливов. В муниципалитете очень развита торговля, а также сфера услуг.

## Инфраструктура
По статистическим данным 2020 года, инфраструктура развита следующим образом:
- электрификация: 99,3 %;
- водоснабжение: 50,6 %;
- водоотведение: 96,9 %.

## Фотографии

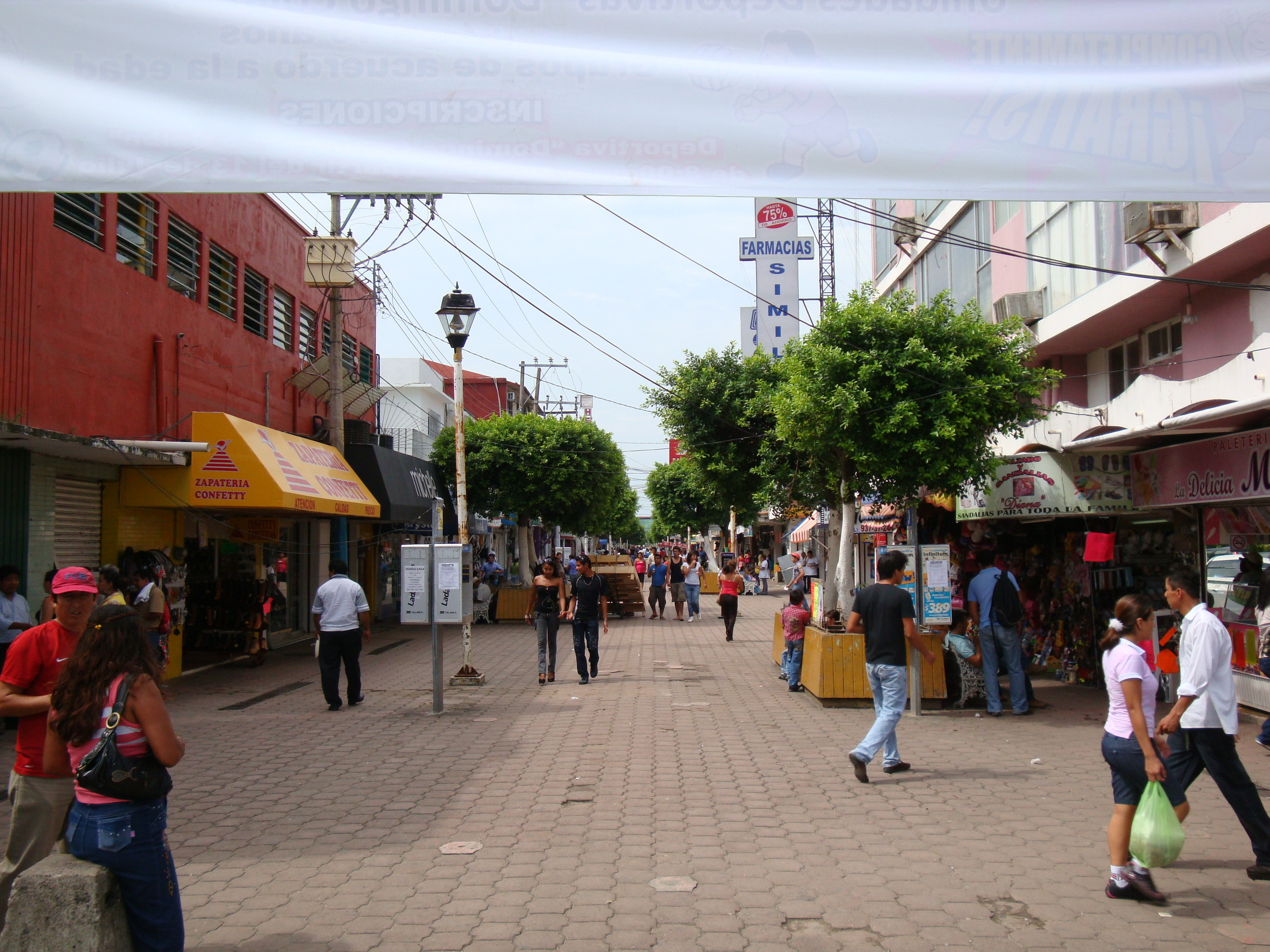
Пешеходная улица в Эройка-Карденасе
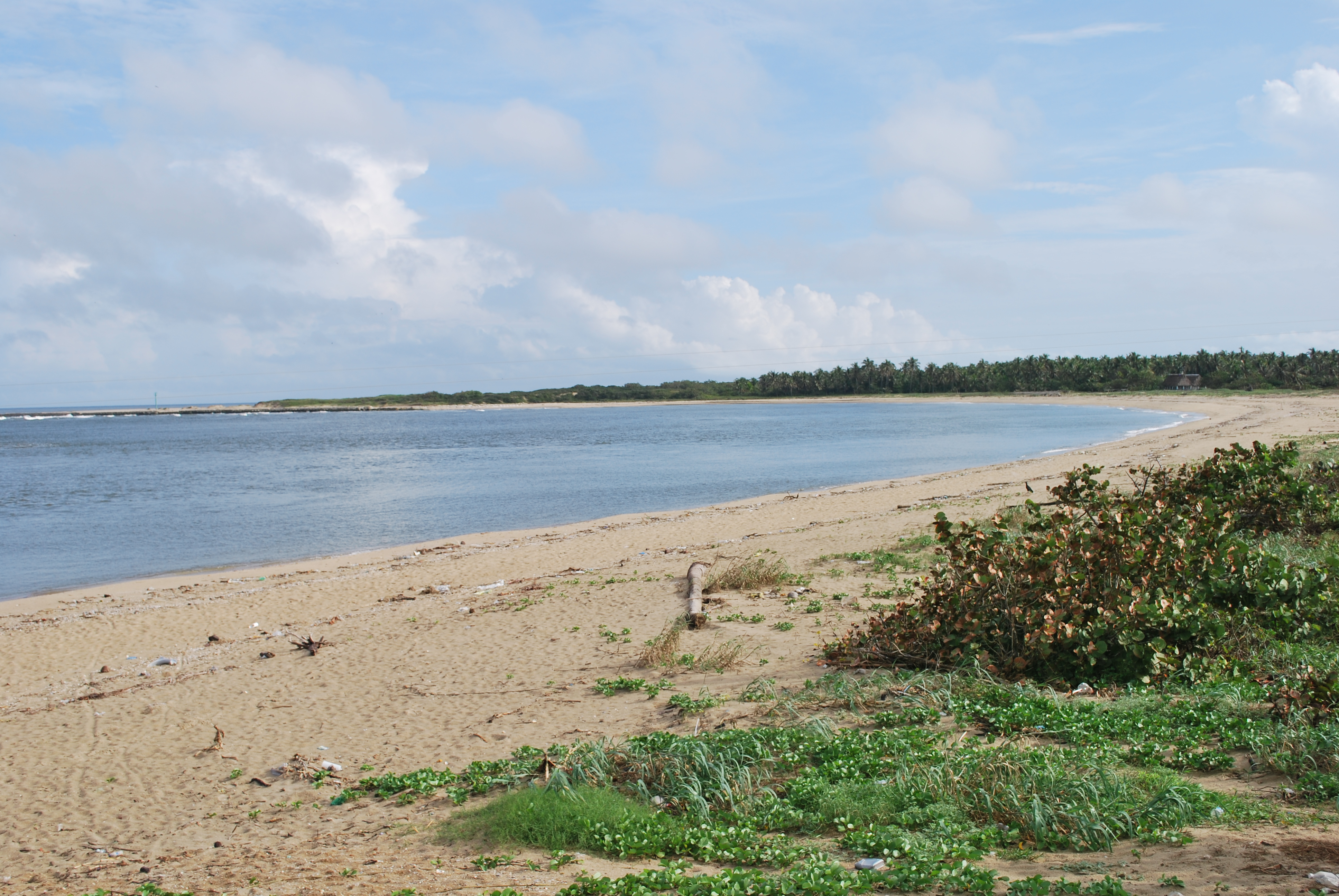
Береговая линия в Санчес-Магальянесе
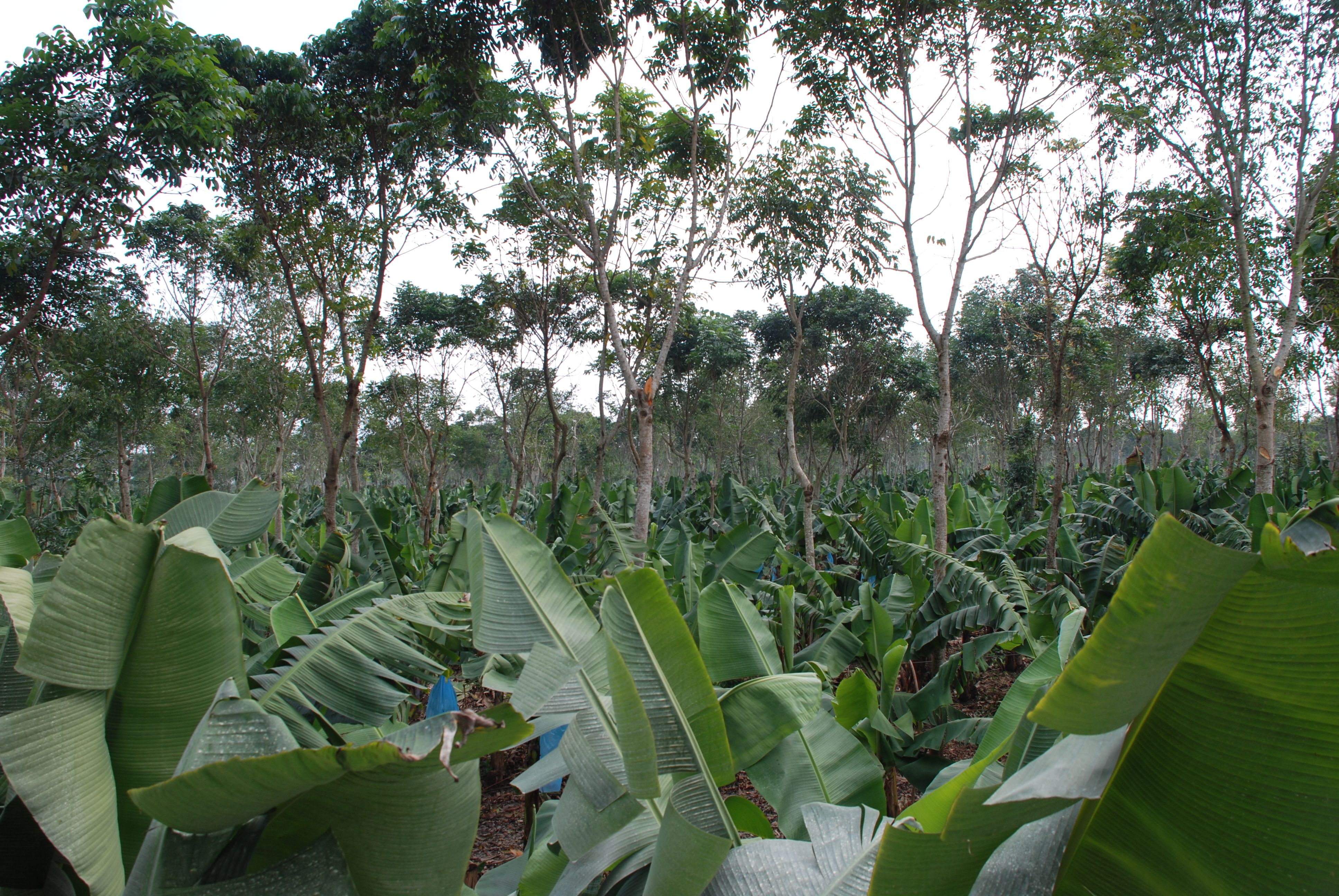
Плантация бананов